# Carlos Cordero

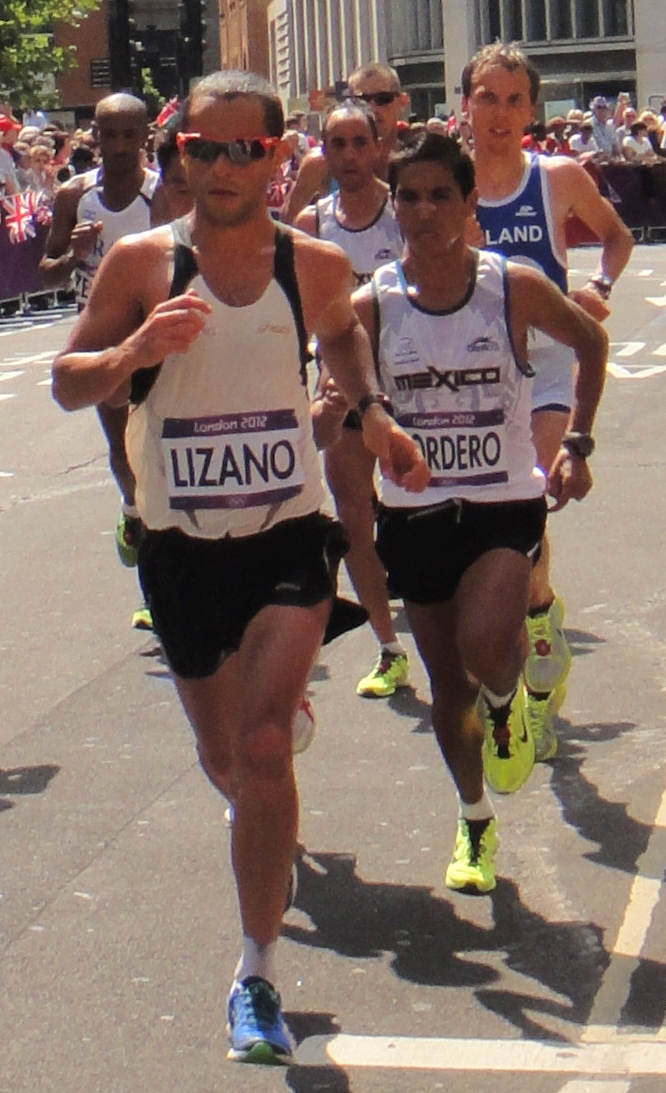
Cordero (rechts) 2012 beim Olympiamarathon, hinter César Lizano aus Costa Rica

Carlos Cordero (Carlos Cordero Gómez; * 7. Januar 1977 in Potrero de la Noria de Camarena, Bundesstaat Guanajuato) ist ein ehemaliger mexikanischer Marathonläufer.

## Werdegang
2006 wurde er Siebter beim Guadalajara-Marathon. 2008 wurde er Dritter beim Maratón de la Comarca Lagunera und siegte bei einem 30-km-Ausscheidungsrennen des mexikanischen Leichtathletikverbandes für die Olympischen Spiele in Peking, bei denen er auf Rang 32 einlief.
2009 wurde er durch einen Sieg in der Comarca Lagunera mit seiner persönlichen Bestzeit von 2:12:48 h nationaler Meister und belegte bei den Leichtathletik-Weltmeisterschaften in Berlin den 49. Platz. 2010 gewann er bei den Zentralamerika- und Karibikmeisterschaften die Silbermedaille.